# Jumping Jacks
Jumping Jacks (no Brasil, Malucos do Ar) é um filme de comédia de 1952 dirigido por Norman Taurog e protagonizado pela dupla Martin e Lewis.

## Sinopse
Chick Allen (Dean Martin) e Hap Smith (Jerry Lewis) são comediantes e que fazem apresentações musicais juntos. Isso acaba quando, inesperadamente, Chick é convocado para o Serviço militar como paraquedista. Hap é dispensado por ser meio surdo.
Assim, Hap continuou a fazer as suas apresentações mas com outro parceiro, a cantora chamada Betty Carter (Mona Freeman). Enquanto Hap está a animar o público civil, Chick procura fazer o mesmo com os soldados. Mas o General, percebendo a má qualidade das apresentações, ameaça parar com os shows. Desanimado, Chick ficou sabendo do sucesso das apresentações de Hap e resolveu pedir-lhe ajuda, mandando a ele um telegrama, sem assinatura.
Hap vai ao endereço posto na carta e para a sua surpresa, ele acaba encontrando Chick e os outros soldados. Chick, depois lhe conta que foi ele que lhe mandou o telegrama lhe pedindo ajuda, pois queria continuar com os shows e com isso até ser promovido. 
Após várias lábias e insistências, Hap decide a ajudar o seu amigo e na próxima apresentação para o General, Hap estaria participando junto fazendo um soldado atrapalhado. Após ver a apresentação, o General fica finalmente satisfeito e aprova a continuação dos espetáculos mas como vai continuar a assisti-los, Hap é obrigado a continuar se passando por soldado pois não podem saber que um civil está no campo.
Chick escolhe uma nova identidade para Hap que seria a do soldado Dogface Nolan. Dogface (Richard Erdman) fica escondido e para sua sorte um novo sargento assume o treinamento e não nota a troca de identidades. Se Hap fosse descoberto, Chick e os outros soldados seriam suspensos do serviço militar e ele poderia ser acusado de espionagem.
Vários problemas se sucedem pois além de não ser treinado e meio surdo, Hap é distraído e atrapalhado. Nos palcos ele fazia a mesma coisa, mas como o público não sabia que ele era assim, o número acabava sendo um sucesso. Mesmo com as suas trapalhadas, Hap se torna o homem de confiança do sargento, o que para sua sorte evita que ele salte de paraquedas: Hap tinha medo de altura e nessa hora sempre aprontava um pandemônio.
Chick várias vezes o contraria e não o deixa ir embora, pois teme que o sargento descubra a troca e o puna. Mas em uma das fugas de Hap, ele acaba fazendo uma trapalhada pior do que poderia ter feito em todos aqueles dias como soldado e sem querer, acaba virando um herói.

## Elenco
- Dean Martin: Chick Allen
- Jerry Lewis: Hap Smith
- Mona Freeman: Betsy Carter
- Don DeFore: Tenente Kelsey
- Robert Strauss: Sargento McClusky
- Richard Erdman: Soldado "Dogface" Dolan
- Ray Teal: General W.W. Timmons
- Marcy McGuire: Julia Loring
- Danny Arnold: Soldado Evans

## Informações
As filmagens foram de Dezembro de 1951 até Janeiro de 1952.
Os atores Bob Hope e Danny Kaye chegaram a ser sondados para o papel principal, mas recusaram por já terem feito filmes sobre o exército.
A história original do filme foi escrita por Robert Lees e Fred Reginaldo, durante a Segunda Guerra Mundial.
Foi relançado como coleção junto com o filme Sailor Beware também da dupla Martin e Lewis em 1957 e novamente em 1958, mas com outro filme da dupla, Scared Stiff.